# Акчулпанов, Аралбай Кусербаевич
Аралбай Кусербаевич Акчулпанов (баш. Аралбай Күсәрбай улы Аҡсулпанов, 1783, Оренбургская губерния — Оренбургская губерния) — военный деятель. Во время Отечественной войны 1812 года и заграничных походов русской армии 1813–1814 годов — командир, поручик 2-го Башкирского кавалерийского полка (1812).

## Биография
Аралбай Кусербаевич Акчулпанов родился в 1783 году в юрматском селе Аксулпан (Кусербай) Стерлитамакского уезда Оренбургской губернии (ныне Стерлитамакский район Республики Башкортостан). Его отец Кусербай Акчулпанов в 1793 году получил дворянское звание, а с 1798 года был начальником 7-го Башкирского кантона. Матерью Аралбая была Айтбике, первая жена Кусербая Акчулпанова.
В мае 1811 года из башкир 7-го и 12-го кантонов был сформирован 2-й Башкирский кавалерийский полк, в котором полковым старшиной служил Аралбай Акчулпанов. Перед началом Отечественной войны в марте 1812 года 1-й и 2-й Башкирские полки находились на западных границах Российской империи.
15 июля 1812 года он принял участие в сражении под Кобрином Гродненской губернии. 15 июля 1812 года Аралбай Акчулпанов был пожалован в чин подпоручика, а 18 июля 1812 года награждён орденом Святой Анны 3-й степени. 
В августе 1812 года 2-й Башкирский полк принимал участие в Смоленском сражении, в октябре — в сражении под Слонимом Гродненской губернии, во взятии деревни Свислочь, в битве при Мстибове, 1 ноября — в битве у села Горностаевцы. 
С начала 1813 года 2-й Башкирский полк воевал на территории Варшавского герцогства, а летом — на территории германских княжеств. В октябре 1813 года полк принял участие в боях за Дрезден. В марте 1814 года он принимал участие во взятии Парижа.
После возвращения с войны служил помощником начальника 7-го Башкирского кантона.
Вместе с сыновьями Сарбаджабом и Мерасом и внуком Шайхелисламом он был удостоен дворянства. У двух его жен были дочери: Хадиса, Хуббуниса, Фахерниса, Асипьямал и Гадатбике.
Он умер в 1835 году в родной деревне.

## Награды
- Кавалер ордена Святой Анны 3-й степени (18 июля 1812 г.)[3]
- Серебряная медаль «За взятие Парижа 19 марта 1814 года»[7]
- Серебряная медаль «В память Отечественной войны»